# Vlora (nave)

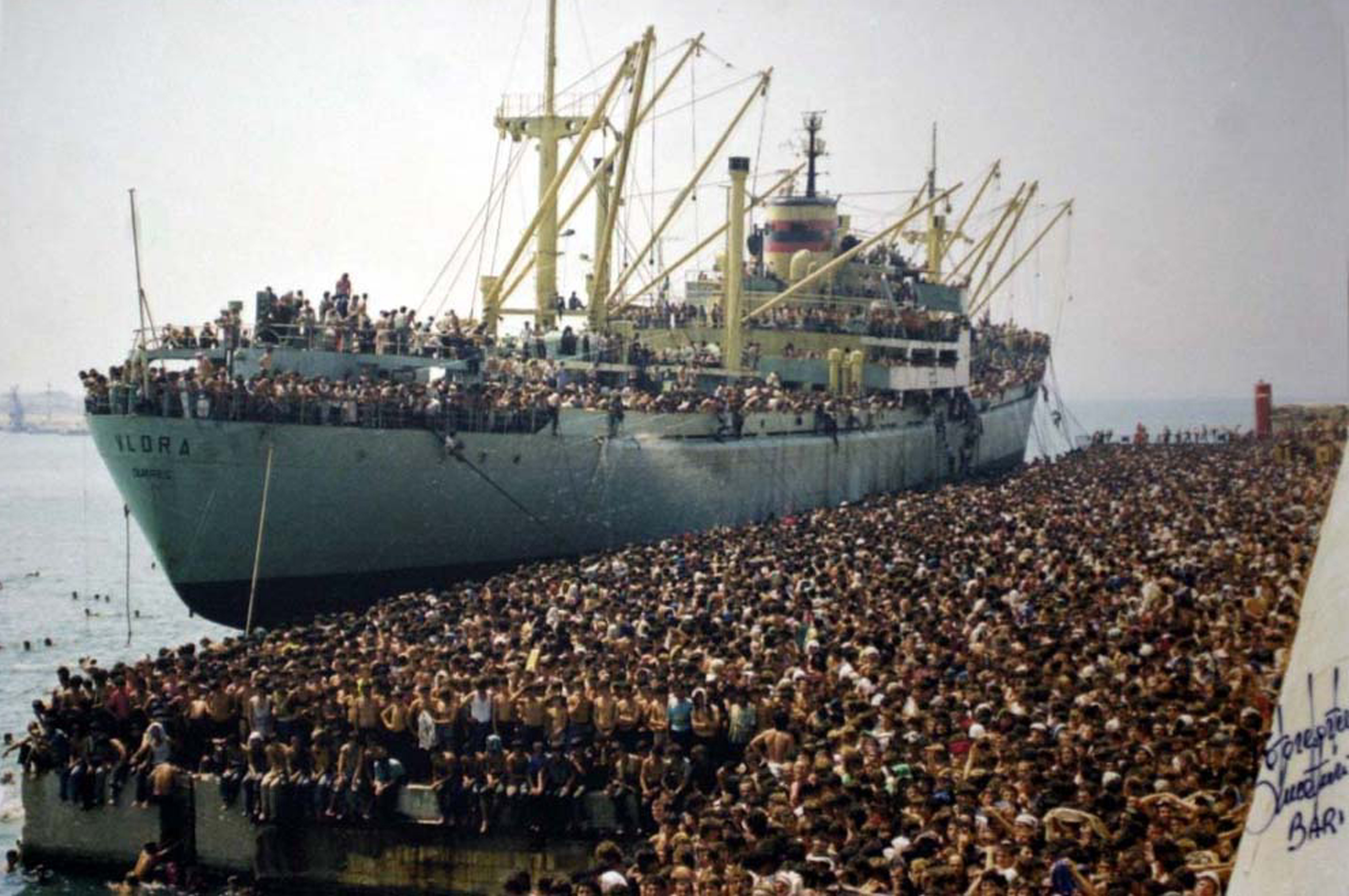
La Vlora attraccata al molo di levante del porto di Bari, piena di migranti albanesi.

La Vlora fu una nave mercantile che prendeva il nome albanese della città di Valona, costruita all'inizio degli anni sessanta del Novecento dai Cantieri Navali Riuniti di Ancona. Varata con il nome di Ilice, era stata commissionata dalla Società Ligure di Armamento di Genova. Gemella delle navi Ninny Figari, Sunpalermo e Finelice fu poi venduta, nel 1961, alla "Chalship" di Durazzo, ribattezzata Vlora e battente bandiera albanese.
La nave, nell'agosto del 1991, fu protagonista di un evento significativo della storia dell'Albania e dell'immigrazione albanese in Italia: lo sbarco in Puglia, al porto di Bari di più di 20.000 migranti in fuga verso l'Italia. Questo evento resta ancora oggi il più grande arrivo di migranti da una sola nave nella storia d'Italia. L'evento viene ricordato anche per la disorganizzazione con cui venne affrontato dalle autorità italiane, data la mancanza di figure in grado di dirigere le operazioni di gestione di un accadimento di tale mole, e per aver avuto come conseguenza il più grande rimpatrio di persone dall'Italia.

## Sbarco a Bari l'8 agosto 1991
(Descrizione dell'accaduto della moglie del sindaco Enrico Dalfino)
Il 7 agosto 1991, di ritorno da Cuba carica di zucchero di canna, durante le operazioni di sbarco del carico nel porto di Durazzo, in Albania, la nave venne assalita da una folla di circa 20.000 persone che costrinsero il comandante, Halim Milaqi, a salpare per l'Italia. La nave attraccò al porto di Bari la mattina del giorno dopo, 8 agosto, carica di circa 20.000 albanesi.
La gestione di un flusso così cospicuo e inaspettato di migranti, per di più in pieno agosto, colse impreparate le istituzioni italiane, che si trovarono prive di strutture e procedure adeguate ad un'emergenza di tale portata. La vicenda della Vlora è ricordata come l'episodio più significativo dell'ondata di immigrazione che si ebbe in Italia dal 1990 al 1992 e rimane a tutt'oggi il più grande sbarco di migranti mai avvenuto in Italia con un'unica nave.
Allo sbarco della nave Vlora e agli episodi del 1991 è dedicata l'opera pubblica di Jasmine Pignatelli distribuita sulle due sponde di Bari e Durazzo. Le due sculture sorelle unite dal mare portano incise le parole di pace e accoglienza del sindaco Enrico Dalfino "Sono Persone" tradotte in codice morse.
In occasione del trentennale dello sbarco della nave Vlora (8 agosto 2021) a Bari, sul lungomare del quartiere Marconi - San Girolamo - Fesca, è stato assegnato il toponimo "largo Sono Persone 8.8.1991" allo spazio antistante l'omonima scultura pubblica.

### Antefatti
Lo sbarco dei migranti è un evento che si ricollega al più ampio e complesso panorama politico della caduta del comunismo in Albania. Il 9 novembre 1989 era crollato il Muro di Berlino, abbattuto dagli abitanti della Germania Est. L'anno seguente la Germania tornò unita. In Polonia, Ungheria, Bulgaria, Cecoslovacchia, le libere elezioni portarono alla fine del regime comunista e alla dissoluzione del blocco sovietico. Solo nella Repubblica Socialista di Romania il trapasso avvenne in modo violento con una transizione politica segnata da dure rivolte popolari, nel 1989, che tennero col fiato sospeso l'Europa Occidentale. Con l'abbandono del comunismo, in Jugoslavia emersero tensioni nazionalistiche che porteranno negli anni seguenti alle guerre iugoslave.

### Emigrazione albanese verso l'Italia
In Albania iniziarono grandi emigrazioni di massa. La nave, riempita all'inverosimile (con un carico stimato in oltre 20.000 persone), chiese di poter sbarcare al porto di Brindisi. L'allora viceprefetto Bruno Pezzuto, resosi conto che non si trattava, come negli ultimi sbarchi, di un carico di qualche centinaia di persone, convinse il comandante della nave, Halim Milaqi, a dirigersi verso Bari. Il tempo di percorrenza tra i due porti, dato il carico della Vlora, stimato in circa 7 ore, fu utilizzato per tentare di organizzare centri di accoglienza e forze dell'ordine. Tuttavia, la mancanza di autorità e il poco tempo a disposizione fecero sì che si organizzassero le necessarie misure solo dopo l’entrata in porto della nave. Anche l'ingresso in porto non fu dei più facili: il comandante, infatti, forzò il blocco comunicando di avere feriti gravi a bordo e di non poter dare il “macchine indietro” a causa del grande carico. La nave fu quindi fatta attraccare al cosiddetto Molo Carboni, il più distante dalla città. Durante l'entrata al porto molti si gettarono dalla nave ancora in navigazione e nuotarono fino alla banchina cercando di scappare.

### Conseguenze
I migranti furono sistemati nello Stadio della Vittoria e al porto di Bari. Alcuni si dispersero in città, trovando rifugio nei giardini, alla stazione, presso qualche famiglia o chiesa. Il 10 agosto don Tonino Bello arriva al porto di Bari e poi allo stadio. Quello che stava accadendo lo sconvolge e lo indigna a tal punto da descrivere aspramente sul quotidiano Avvenire le condizioni delle persone e l'assenza del ministro degli interni e del capo della Protezione civile italiana.
Intanto, viene organizzata la più grande operazione di rimpatrio della storia repubblicana. Vi partecipano 11 aerei militari C130 e G222, assieme a tre Super80 dell'Alitalia e a motonavi come la Tiepolo, la Palladio e la Tiziano, sulla quale si imbarca clandestinamente l'inviato del Messaggero Marco Guidi, fingendosi albanese per poter poi raccogliere le storie degli immigrati. All'inizio, molti non sanno che torneranno a casa. “È vero che ci portate a Venezia?”, chiede uno all'equipaggio, secondo il racconto di Marco Guidi. I rimpatriati furono oltre 17.400. Rimasero in Italia in 1.500, che avevano fatto domanda di asilo politico. In seguito si stipulerà un accordo tra Roma e Tirana per favorire l'immigrazione regolare di molti albanesi e collaborazione per contrastare quelli irregolari.

## Nella cultura di massa
- Le comiche 2, 1991 (riferimento implicito quando il pilota Renato viene contattato da degli albanesi che gli dicono di dover viaggiare da Tirana a Francoforte sul Meno e di essere in 6.000, vedendosi rispondere dal pilota stesso: "Eh no, ci vuole una nave!"; da notare che lo sbarco sia avvenuto l'8 agosto 1991, nei giorni in cui cominciavano le riprese del film[7]).
- Lamerica, film, 125 min, regia di Gianni Amelio, 1994.
- Vlora 1991, cortometraggio, 5 min, regia di Roberto De Feo, 2004.
- La nave dolce, documentario, 90 min, regia di Daniele Vicari, 2012.